# رفلکس چوب‌لباسی

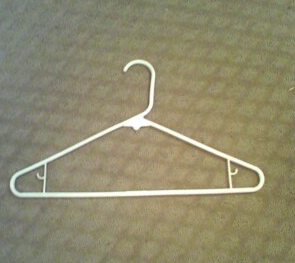
یک رخت آویز

رفلکس آویز یک رفلکس انسانی است. هنگامی که سر با یک رخت آویز تنگ و کشیده حلقه می‌شود، آویز ناحیه جلویی گیجگاهی را فشرده می‌کند و سر به‌طور غیرارادی به سمت قلاب می‌چرخد. مشخص نیست چه چیزی باعث این عمل می‌شود.
اولین بار توسط کریستینسن، از مؤسسه بین‌المللی بهداشت، ایمونولوژی و میکروبیولوژی، دانشگاه کپنهاگ، در دانمارک، در ۳۱ اوت ۱۹۹۱، در مقاله علمی «درمان جدید تورتیکولی اسپاسمودیک»، در مجله پزشکی The Lancet، گزارش شد. در ارتباط با درمان تورتیکولی اسپاسمودیک
این پدیده در سال ۲۰۲۰ و دوباره در سال ۲۰۲۲ در رسانه‌های اجتماعی مورد توجه قرار گرفت و به چالش آویز معروف شد و مردم فیلم‌هایی از این رفلکس را در عمل منتشر کردند. این فیلم‌ها در شبکه‌های اجتماعی مختلف از جمله اینستاگرام منتشر شدند.